# Lista över fornlämningar i Ljungby kommun (Kånna)
Lista över fornlämningar i Ljungby kommun (Kånna) är en förteckning av ett urval av de fornlämningar som finns i Kånna i Ljungby kommun.
| Namn                            | Lämningstyp                 | Tillkomsttid | Historisk indelning | Plats | Läge                 | ID-nr          | Bild                                      |
| ------------------------------- | --------------------------- | ------------ | ------------------- | ----- | -------------------- | -------------- | ----------------------------------------- |
| Kånna 2:1                       | Hög                         |              | Kånna, Småland      |       | 56.765862, 13.897211 | 10072800020001 | Ladda upp en bild av detta fornminne      |
| Kånna 3:1                       | Gravfält                    |              | Kånna, Småland      |       | 56.760109, 13.890657 | 10072800030001 | Ladda upp en bild av detta fornminne      |
| Kånna 4:1                       | Röse                        |              | Kånna, Småland      |       | 56.760191, 13.894775 | 10072800040001 | Ladda upp en bild av detta fornminne      |
| Kånna 6:1                       | Gravfält                    |              | Kånna, Småland      |       | 56.772546, 13.899426 | 10072800060001 | Ladda upp en bild av detta fornminne      |
| Kånna 8:1                       | Hög                         |              | Kånna, Småland      |       | 56.774856, 13.899019 | 10072800080001 | Ladda upp en bild av detta fornminne      |
| Kånna 8:2                       | Hög                         |              | Kånna, Småland      |       | 56.774589, 13.898948 | 10072800080002 | Ladda upp en bild av detta fornminne      |
| 2) Jättastenen (Kånna 12:1)     | Hällristning                |              | Kånna, Småland      |       | 56.734986, 13.873168 | 10072800120001 | Ladda upp en bild av detta fornminne      |
| 2) Jättastenen (Kånna 12:3)     | Hällristning                |              | Kånna, Småland      |       | 56.734816, 13.873054 | 10072800120003 | Ladda upp en bild av detta fornminne      |
| 2) Jättastenen (Kånna 12:4)     | Hällristning                |              | Kånna, Småland      |       | 56.735030, 13.873125 | 10072800120004 | Ladda upp en bild av detta fornminne      |
| Kånna 13:1                      | Hög                         |              | Kånna, Småland      |       | 56.744129, 13.880830 | 10072800130001 | Ladda upp en bild av detta fornminne      |
| Kånna 21:1                      | Gravfält                    |              | Kånna, Småland      |       | 56.797371, 13.902490 | 10072800210001 | Ladda upp en bild av detta fornminne      |
| Högarör (Kånna 22:1)            | Röse                        |              | Kånna, Småland      |       | 56.800223, 13.921942 | 10072800220001 | Ladda upp en bild av detta fornminne      |
| Kånna 23:1                      | Gravfält                    |              | Kånna, Småland      |       | 56.806107, 13.953303 | 10072800230001 | Ladda upp en bild av detta fornminne      |
| Kånna högar (nr 1) (Kånna 24:1) | Gravfält                    |              | Kånna, Småland      |       | 56.806621, 13.913174 | 10072800240001 | Ladda upp en till bild av detta fornminne |
| Kånna 25:1                      | Gravfält                    |              | Kånna, Småland      |       | 56.806306, 13.845120 | 10072800250001 | Ladda upp en bild av detta fornminne      |
| Kånna 26:1                      | Hög                         |              | Kånna, Småland      |       | 56.808563, 13.848765 | 10072800260001 | Ladda upp en bild av detta fornminne      |
| Kånna 26:2                      | Hög                         |              | Kånna, Småland      |       | 56.808449, 13.848770 | 10072800260002 | Ladda upp en bild av detta fornminne      |
| Kånna 26:3                      | Hög                         |              | Kånna, Småland      |       | 56.808494, 13.848915 | 10072800260003 | Ladda upp en bild av detta fornminne      |
| Kånna 26:4                      | Hög                         |              | Kånna, Småland      |       | 56.808391, 13.849172 | 10072800260004 | Ladda upp en bild av detta fornminne      |
| Kånna 27:1                      | Gravfält                    |              | Kånna, Småland      |       | 56.817135, 13.856310 | 10072800270001 | Ladda upp en bild av detta fornminne      |
| Kånna 28:1                      | Gravfält                    |              | Kånna, Småland      |       | 56.811291, 13.848082 | 10072800280001 | Ladda upp en bild av detta fornminne      |
| Kånna 29:1                      | Stenkammargrav              |              | Kånna, Småland      |       | 56.813362, 13.913827 | 10072800290001 | Ladda upp en bild av detta fornminne      |
| Kånna 31:1                      | Stensättning                |              | Kånna, Småland      |       | 56.812126, 13.848191 | 10072800310001 | Ladda upp en bild av detta fornminne      |
| Kånna 33:1                      | Stensättning                |              | Kånna, Småland      |       | 56.783836, 13.894355 | 10072800330001 | Ladda upp en bild av detta fornminne      |
| Kånna 34:1                      | Hög                         |              | Kånna, Småland      |       | 56.817282, 13.858485 | 10072800340001 | Ladda upp en bild av detta fornminne      |
| Kånna 35:1                      | Hög                         |              | Kånna, Småland      |       | 56.816908, 13.858599 | 10072800350001 | Ladda upp en bild av detta fornminne      |
| Kånna 36:1                      | Hög                         |              | Kånna, Småland      |       | 56.816947, 13.859518 | 10072800360001 | Ladda upp en bild av detta fornminne      |
| Kånna 36:2                      | Hög                         |              | Kånna, Småland      |       | 56.816804, 13.859075 | 10072800360002 | Ladda upp en bild av detta fornminne      |
| 1) Pysslingeröset (Kånna 37:1)  | Röse                        |              | Kånna, Småland      |       | 56.816783, 13.855680 | 10072800370001 | Ladda upp en bild av detta fornminne      |
| 1) Pysslingeröset (Kånna 37:2)  | Grav markerad av sten/block |              | Kånna, Småland      |       | 56.816678, 13.855724 | 10072800370002 | Ladda upp en bild av detta fornminne      |
| 1) Pysslingeröset (Kånna 37:3)  | Grav markerad av sten/block |              | Kånna, Småland      |       | 56.816676, 13.855570 | 10072800370003 | Ladda upp en bild av detta fornminne      |
| 1) Pysslingeröset (Kånna 37:4)  | Grav markerad av sten/block |              | Kånna, Småland      |       | 56.816599, 13.855627 | 10072800370004 | Ladda upp en bild av detta fornminne      |
| 1) Pysslingeröset (Kånna 37:5)  | Hällristning                |              | Kånna, Småland      |       | 56.816580, 13.855467 | 10072800370005 | Ladda upp en bild av detta fornminne      |
| Kånna 38:1                      | Röse                        |              | Kånna, Småland      |       | 56.816993, 13.853870 | 10072800380001 | Ladda upp en bild av detta fornminne      |
| Kånna 39:1                      | Stenkammargrav              |              | Kånna, Småland      |       | 56.754879, 13.886763 | 10072800390001 | Ladda upp en bild av detta fornminne      |
| Kånna 39:2                      | Stensättning                |              | Kånna, Småland      |       | 56.754395, 13.886795 | 10072800390002 | Ladda upp en bild av detta fornminne      |
| Kånna 40:1                      | Hög                         |              | Kånna, Småland      |       | 56.770890, 13.898146 | 10072800400001 | Ladda upp en bild av detta fornminne      |
| Kånna 41:1                      | Hög                         |              | Kånna, Småland      |       | 56.797706, 13.901068 | 10072800410001 | Ladda upp en bild av detta fornminne      |
| Kånna 46:1                      | Stensättning                |              | Kånna, Småland      |       | 56.807530, 13.847525 | 10072800460001 | Ladda upp en bild av detta fornminne      |
| Kånna 47:1                      | Stensättning                |              | Kånna, Småland      |       | 56.800867, 13.843310 | 10072800470001 | Ladda upp en bild av detta fornminne      |
| Kånna 47:2                      | Stensättning                |              | Kånna, Småland      |       | 56.801081, 13.843760 | 10072800470002 | Ladda upp en bild av detta fornminne      |
| Kånna 47:3                      | Röse                        |              | Kånna, Småland      |       | 56.800859, 13.842882 | 10072800470003 | Ladda upp en bild av detta fornminne      |
| Kånna 48:1                      | Stensättning                |              | Kånna, Småland      |       | 56.809203, 13.850719 | 10072800480001 | Ladda upp en bild av detta fornminne      |
| Kånna 48:2                      | Hällristning                |              | Kånna, Småland      |       | 56.809203, 13.850716 | 10072800480002 | Ladda upp en bild av detta fornminne      |
| Kånna 78:1                      | Hällristning                |              | Kånna, Småland      |       | 56.782018, 13.965587 | 10072800780001 | Ladda upp en bild av detta fornminne      |
| Kånna 87:1                      | Röse                        |              | Kånna, Småland      |       | 56.809429, 13.850412 | 10072800870001 | Ladda upp en bild av detta fornminne      |
| Kånna 87:2                      | Röse                        |              | Kånna, Småland      |       | 56.809495, 13.850379 | 10072800870002 | Ladda upp en bild av detta fornminne      |
| Kånna 88:1                      | Stensättning                |              | Kånna, Småland      |       | 56.799884, 13.892367 | 10072800880001 | Ladda upp en bild av detta fornminne      |
| Kånna 89:1                      | Stensättning                |              | Kånna, Småland      |       | 56.798635, 13.890929 | 10072800890001 | Ladda upp en bild av detta fornminne      |
| Kånna 90:1                      | Röse                        |              | Kånna, Småland      |       | 56.767602, 13.873059 | 10072800900001 | Ladda upp en bild av detta fornminne      |
| Kånna 91:1                      | Stensättning                |              | Kånna, Småland      |       | 56.757974, 13.871312 | 10072800910001 | Ladda upp en bild av detta fornminne      |
| Kånna 94:1                      | Stensättning                |              | Kånna, Småland      |       | 56.785434, 13.948707 | 10072800940001 | Ladda upp en bild av detta fornminne      |
| Kånna 101:1                     | Hög                         |              | Kånna, Småland      |       | 56.739698, 13.912449 | 10072801010001 | Ladda upp en bild av detta fornminne      |
| Kånna 106:1                     | Gravfält                    |              | Kånna, Småland      |       | 56.735382, 13.871800 | 10072801060001 | Ladda upp en bild av detta fornminne      |
| Kånna 107:1                     | Hällristning                |              | Kånna, Småland      |       | 56.735315, 13.874059 | 10072801070001 | Ladda upp en bild av detta fornminne      |
| Kånna 108:1                     | Röse                        |              | Kånna, Småland      |       | 56.731418, 13.870405 | 10072801080001 | Ladda upp en bild av detta fornminne      |
| Kånna 108:2                     | Stensättning                |              | Kånna, Småland      |       | 56.731209, 13.870948 | 10072801080002 | Ladda upp en bild av detta fornminne      |
| Kånna 112:1                     | Stensättning                |              | Kånna, Småland      |       | 56.771738, 13.899511 | 10072801120001 | Ladda upp en bild av detta fornminne      |
| Kånna 112:2                     | Stensättning                |              | Kånna, Småland      |       | 56.771639, 13.899240 | 10072801120002 | Ladda upp en bild av detta fornminne      |
| Kånna 113:1                     | Stensättning                |              | Kånna, Småland      |       | 56.770079, 13.898189 | 10072801130001 | Ladda upp en bild av detta fornminne      |
| Kånna 115:1                     | Stensättning                |              | Kånna, Småland      |       | 56.729925, 13.863087 | 10072801150001 | Ladda upp en bild av detta fornminne      |
| Kånna 121:1                     | Hällristning                |              | Kånna, Småland      |       | 56.738165, 13.874688 | 10072801210001 | Ladda upp en bild av detta fornminne      |
| Kånna 122:1                     | Hällristning                |              | Kånna, Småland      |       | 56.816988, 13.859500 | 10072801220001 | Ladda upp en bild av detta fornminne      |
| Kånna 123:1                     | Hällristning                |              | Kånna, Småland      |       | 56.805220, 13.845397 | 10072801230001 | Ladda upp en bild av detta fornminne      |
| Kånna 124:1                     | Hällristning                |              | Kånna, Småland      |       | 56.809651, 13.853360 | 10072801240001 | Ladda upp en bild av detta fornminne      |
| Kånna 125:1                     | Hällristning                |              | Kånna, Småland      |       | 56.770672, 13.899585 | 10072801250001 | Ladda upp en bild av detta fornminne      |